# 비를 타고 오른 망둥이
《비를 타고 오른 망둥이》는 1984년 2월 26일에 MBC TV에서 방영되었던 베스트셀러극장이다.

## 줄거리
불구자 주희를 극진하게 사랑
회사 경리부 직원 형구(정대홍)는 정직하기 그지 없는 미혼청년이다.
그에게 사장(최불암)은 자신의 딸 주희(김성희)와의 결혼을 제안한다.
형구는 교통사고로 휠체어에 매어 있는 주희를 아내로 맞아들이고는 사랑으로 극진히 보살핀다.
얼마 후 주희는 정상을 되찾게 되지만 그때부터 형구는 처가로부터 푸대접을 받게 되는데...

## 출연
- 정대홍
- 김성희
- 최불암
- 나문희
- 남성훈
- 송기윤
- 오승룡
- 박광남
- 박웅
- 박경현
- 사상기
- 김영두
- 박경순
- 송옥숙
- 안명숙
- 한애경
- 장보규
- 김철화
- 박상우